# Pardal-do-levante
O Pardal-do-levante (nome científico: Passer moabiticus) ou Pardal-do-mar-morto é uma espécie de pardal. É nativa do Afeganistão, Chipre, Egipto, Índia, Irão, Iraque, Israel, Jordânia, Paquistão, Palestina, Síria e Turquia e migrante a Grécia, Bahrein, Kuwait, Arábia Saudita e Emirados Árabes Unidos.

## Habitat
A espécie habita áreas ribeirinhas e lacustres, onde há árvores e arbustos e áreas semi-desérticas onde há o crescimento de relva e fora da época de reprodução é encontrada em áreas de cultivo. Diferente das espécies do seu género, não é comumente encontrado em cidades e áreas habitadas. A espécie é migratória.

## Reprodução
Se reproduz entre março e julho. Seu ninho possui uma forma oval, em forma de domo com uma espiral de baixo para cima. É feito com galhos secos, forrados com penas e plantas e construídos em ramos e galhos das árvores. A fêmea põe de três a cinco ovos.

## Alimentação
Se alimenta principalmente de sementes de relva, juncos, arbustos e árvores.